# HD71866
HD71866 — хімічно пекулярна зоря спектрального класу A1, що має видиму зоряну величину в смузі V приблизно  6,7.
Вона  розташована на відстані близько 478,9 світлових років від Сонця.

## Фізичні характеристики
Телескоп Гіппаркос зареєстрував фотометричну змінність  даної зорі з періодом    6,80 доби в межах від  Hmin= 6,77 до  Hmax= 6,74.

## Пекулярний хімічний склад
Зоряна атмосфера HD71866 має підвищений вміст 
Eu
.

## Магнітне поле
Спектр даної зорі вказує на наявність магнітного поля у її зоряній атмосфері.
Напруженість повздовжної компоненти поля оціненої з аналізу
крил ліній Бальмера
становить 1691,4± 247,2 Гаус.